# Noah Churchill
Noah Churchill Sørensen (nacido el 6 de febrero de 2003, en Aarhus) es un jugador de baloncesto danés, que ocupa la posición de base. Actualmente milita en el BG 74 Göttingen de la Basketball Bundesliga, la primera categoría del baloncesto alemana.

## Trayectoria
Es un base formado en la cantera del Bakken Bears danés y en la temporada 2019-20 participaría en 10 partidos con el Bears Academy, el filial del equipo danés.
En verano 2020 con apenas 17 años ingresó en la cantera del CB Murcia para formar parte del grupo de 'elite' y jugar con el filial de Liga EBA en la temporada 2020-21.
En verano de 2020, el jugador danés sería uno de los cuatro canteranos elegidos por el UCAM Murcia de la Liga Endesa para realizar con el primer equipo la pretemporada.
El 15 de abril de 2021, debuta en Liga Endesa en un encuentro que acabaría con victoria por 55 a 84 frente al Real Betis Baloncesto. Noah jugaría 50 segundos en los que anotaría 2 puntos.
En la temporada 2022-23, firma por el Bakken Bears de la Basketligaen, la primera categoría del baloncesto danesa.
El 12 de junio de 2024 fichó por el BG 74 Göttingen de la Basketball Bundesliga alemana.

## Internacional
Es internacional con las categorías inferiores de Dinamarca, con la que en 2019 disputó el Europeo B de la categoría sub-16.

## Curiosidades
Es bisnieto de Winston Churchill, el que fuera primer ministro de Reino Unido en 1940-45 y 1951-55.